# Informe de la Comisión Abbottabad

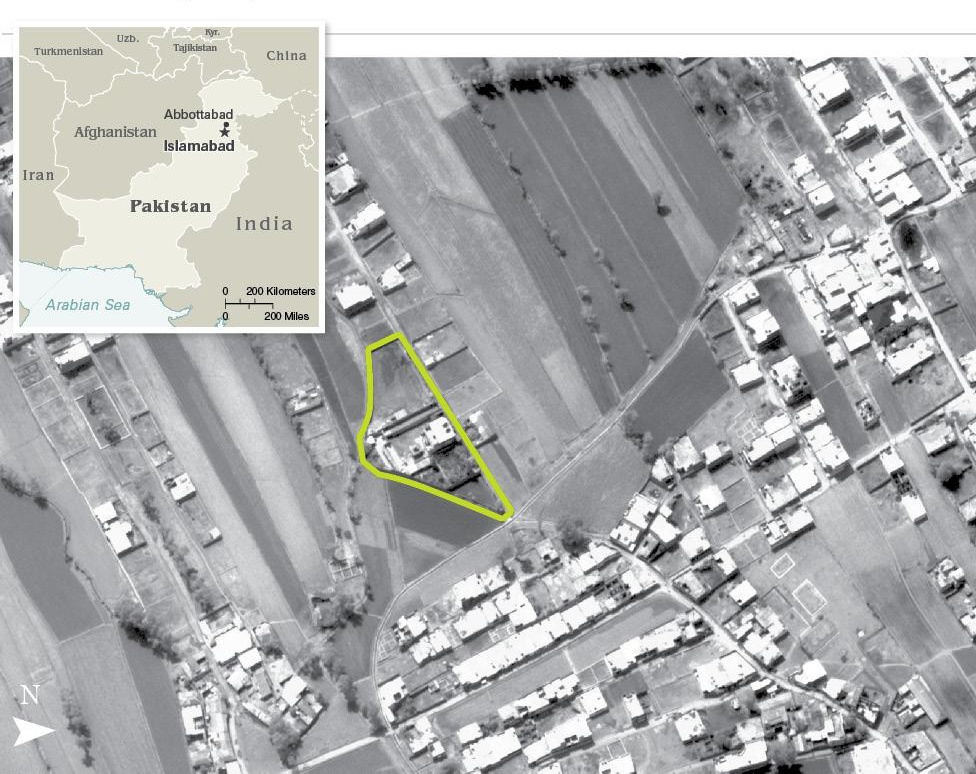
Los documentos clasificados analizaron las acciones militares unilaterales de las fuerzas militares estadounidenses en Pakistán que ocurrieron en 2011.

El Informe de la Comisión Abbottabad es un documento de investigación judicial escrito y presentado por la Comisión Abbottabad, dirigida por el juez Javed Iqbal, al Primer Ministro de Pakistán el 4 de enero de 2013. El informe investiga las circunstancias que rodearon la muerte de Osama bin Laden en Abbottabad. Tras su presentación, el informe fue clasificado inmediatamente por el Primer Ministro y sus conclusiones no se hicieron públicas.
Indicado por los medios de comunicación, el informe compiló las 700 páginas, que enumeran unas 200 recomendaciones después de entrevistar a más de 300 testigos y examinar más de 3000 documentos relacionados con la incursión de las fuerzas de operaciones especiales de Estados Unidos para matar al líder de Al Qaeda Osama bin Laden el 2 de mayo de 2011. En respuesta a las acciones unilaterales estadounidenses, el gobierno formó la comisión que debía averiguar exactamente qué sucedió y quién fue responsable de no atrapar al objetivo de alto perfil, que se había refugiado en Abbottabad. En 2013, partes de los informes publicados por los canales de noticias en el país y la mayoría de los hallazgos de dicho informe filtrados a la prensa fueron fuertemente criticados por expertos en defensa. El gobierno luego clasificó todas sus publicaciones a pesar de las reservas y preocupaciones estadounidenses, pero el informe fue publicado por Al Jazeera el 8 de julio de 2013.

## Contexto
En 2011, Estados Unidos tomó medidas unilaterales para atacar y matar al líder de Al Qaeda Osama Bin Laden, quien supuestamente estaba escondido en Abbottabad, en la provincia de Jaiber Pastunjuá de Pakistán. Después de muchas críticas, el primer ministro Yousaf Raza Gillani formó la comisión bajo el juez principal Javed Iqbal. Poco después de realizar entrevistas en la sesión, el juez superior Iqbal anunció que el informe de la Comisión Abbottabad se hará público en unas pocas semanas. A pesar de las afirmaciones de Iqbal, la comisión no publicó el informe y su período de preparación se prolongó aún más hasta los próximos años.
En 2012, el Ministerio de Justicia de Pakistán emitió una notificación a la comisión solicitando que completara su investigación y presentara el informe el 12 de octubre de 2012.
Partes del informe recomendaron debidamente un juicio contra el médico convertido en espía, el Dr. Shakil Afridi. Preguntado por un periodista por retrasar el informe, el juez Iqbal sostuvo que la presencia de la CIA en Pakistán también está siendo investigada, y agregó que se mencionaría en el informe. A otra pregunta de un periodista sobre si la persona asesinada en el complejo de Abbottabad era Osama bin Laden, el juez Javed Iqbal citó: «Si le decimos que lo que queda (…) Lo descubrirás pronto».

## Contenido
Revelado por el periódico británico The Daily Telegraph, los periódicos finalmente absolvieron al Gobierno, las fuerzas armadas, al establishment y los servicios de inteligencia de su participación en la protección del jefe de Al Qaeda. Los críticos políticos literarios estadounidenses han acusado a los funcionarios paquistaníes de saber más sobre la presencia de Bin Laden de lo que estaban dejando. Estados Unidos había estado exigiendo durante mucho tiempo a Pakistán que desclasificara los documentos de los informes, sosteniendo que es importante que el público paquistaní y estadounidense vea el informe de la Comisión Abbottabad. Toda solicitud había sido desestimada por el Gobierno de Pakistán.

### Estado clasificado
Antes de la presentación completa de los documentos en 2013, solo unas pocas partes de los documentos fueron obtenidas por el canal Dunya News de Pakistán y lo televisaron en todo el país en 2012. Después de la transmisión, el Departamento de Estado de los Estados Unidos se negó a comentar sobre el informe.
En una conferencia de prensa oficial a los medios, el Departamento de Estado de Estados Unidos sostuvo que «Estados Unidos comparte con Pakistán un interés profundo en conocer qué tipo de red de apoyo podría haber tenido el jefe de Al Qaeda, Osama bin Laden, durante su escondite, pero solo comentaría los hallazgos de la Comisión Abbottabad sobre el tema cuando reciba el informe real». Al percibir el impacto en el ejército, los autores de defensa habían insinuado anteriormente a los medios de comunicación que los documentos se marcarían como clasificados y que se revelaría poco de sustancia. Los extractos filtrados a la prensa del informe aún por hacer público diferían con el relato estadounidense del incidente.
En enero de 2013, el informe final fue presentado al Primer Ministro Pervez Ashraf para revisar los documentos. Después de revisar brevemente los documentos, el Primer Ministro Ashraf clasificó las publicaciones del informe antes de dejar la oficina.

### Filtración del informe de Al Jaazera
El informe de la Comisión Abbottabad, formada en junio de 2011 para investigar las circunstancias en torno al asesinato de Osama bin Laden por las fuerzas estadounidenses en una incursión unilateral en la ciudad paquistaní de Abbottabad, fue filtrado por la Unidad de Investigación de Al Jazeera el 8 de julio de 2013, después de ser reprimido por el gobierno paquistaní. El informe se basó en el testimonio de más de 200 testigos, incluidos miembros de la familia de Bin Laden, el entonces jefe de espionaje de Pakistán, Ahmad Shuja Pasha, altos ministros del gobierno y funcionarios de todos los niveles del ejército, la burocracia y los servicios de seguridad. La Comisión Abbottabad de cuatro miembros entrevistó a 201 personas, incluidos los líderes de inteligencia del país, en un esfuerzo por reconstruir los eventos en torno a la incursión estadounidense del 2 de mayo de 2011, que mató a Bin Laden, el líder de Al Qaeda, y avergonzó al gobierno paquistaní. La comisión fue dirigida por el juez Javed Iqbal de la Corte Suprema de Pakistán, un oficial de policía retirado, un diplomático y un general del ejército. Se reunió por primera vez en julio de 2011, dos meses después de la incursión estadounidense, y celebró 52 audiencias y realizado siete visitas de campo.
Osama bin Laden pudo esconderse en Pakistán durante nueve años debido al "fracaso colectivo" de las autoridades militares y de inteligencia estatales y la incompetencia "rutinaria" en todos los niveles de la estructura de gobierno civil permitió que el otrora hombre más buscado del mundo se mudara a seis lugares diferentes dentro del país. El informe de 336 páginas de la Comisión es mordaz, ya que responsabiliza tanto al gobierno como al ejército de la "incompetencia grave" que conduce a "fracasos colectivos" que permitieron tanto a Bin Laden escapar de la detección como a los Estados Unidos perpetrar "un acto de guerra". Encontró que el establecimiento de inteligencia de Pakistán había "cerrado el libro" sobre bin Laden en 2005, y ya no estaba buscando activamente información que pudiera conducir a su captura. El informe de la Comisión Abbottabad criticó al gobierno y al ejército paquistaníes por un "desastre nacional" por su manejo de Bin Laden y pide a los líderes que se disculpen con el pueblo de Pakistán por su "negligencia en el deber".
El documento volvió repetidamente a lo que describe como "síndrome de implosión del gobierno" para explicar el fracaso de cualquier institución para investigar el inusual escondite de Bin Laden. «Es un testimonio evidente de la incompetencia colectiva y la negligencia, al menos, de la comunidad de seguridad e inteligencia en el área de Abbottabad», dijo el informe. «Cómo todo el vecindario, los funcionarios locales, la policía y los funcionarios de seguridad e inteligencia extrañaron el tamaño, la forma extraña, el alambre de púas, la falta de automóviles y visitantes (…) durante un período de casi seis años mendiga la creencia», dijo. El informe decía que Bin Laden debía haber requerido una red de apoyo «que no podría haberse limitado a los dos hermanos pastunes que trabajaban como sus mensajeros, guardias de seguridad y factótums generales». El informe decía: «Durante un período de tiempo, una agencia de inteligencia efectiva debería haber podido contactarlos, infiltrarse o cooptarlos y desarrollar toda una carga de casos de información. Aparentemente, este no fue el caso». La comisión no descartó la posibilidad de la participación de oficiales de inteligencia paquistaníes deshonestos, que han sido acusados de proteger deliberadamente a Bin Laden por algunos comentaristas. «Dada la duración de la estancia y los cambios de residencia de [Osama bin Laden] y su familia en Pakistán (…) la posibilidad de tal apoyo directo o indirecto y "plausiblemente negable" no puede descartarse, al menos, en algún nivel fuera de las estructuras formales del establecimiento de inteligencia». «La connivencia, la colaboración y la cooperación en algunos niveles no se pueden descartar por completo», dijo.
La comisión hizo varias conclusiones. Entre estos se incluyen:
- Osama bin Laden entró en Pakistán a mediados de 2002 después de escapar por poco de la captura en la batalla de Tora Bora en Afganistán. Durante nueve años, se mudó a varios lugares dentro del país, incluyendo Waziristán del Sur y el norte del Valle de Swat.
- En Swat, el líder de AL Qaeda se reunió con Khalid Sheikh Mohammad, el presunto autor intelectual de los ataques del 9/11,a principios de 2003. Aproximadamente un mes después, KSM fue capturado en Rawalpindi en una operación conjunta de Estados Unidos y Pakistán, y Bin Laden huyó de la zona.
- Osama bin Laden, junto con dos de sus esposas y varios hijos y nietos, se mudó al complejo construido a medida en Abbottabad, una ciudad de guarnición militar, en 2005 y vivió allí hasta la incursión estadounidense.
- Osama bin Laden estaba muy preocupado por la vigilancia. El informe dice que Bin Laden llevaba un sombrero de vaquero afuera para evitar ser detectado desde arriba y consideró comprar y cortar una fila de álamos en el perímetro del complejo de Abbottabad porque pensó que podría proporcionar cobertura para los observadores.
- La presencia de una red de apoyo de la CIA para ayudar a rastrear a bin Laden sin el conocimiento del establishment paquistaní fue «un caso de nada menos que una negligencia colectiva y sostenida del deber por parte de los líderes políticos, militares y de inteligencia del país».

Con respecto a la muerte de bin Laden a manos de los SEAL de la Marina de los Estados Unidos, el informe concluyó:
Todo el episodio de la misión de asesinato de Estados Unidos del 2 de mayo de 2011 y la respuesta del gobierno de Pakistán antes, durante y después parece en gran parte ser una historia de complacencia, ignorancia, negligencia, incompetencia, irresponsabilidad y posiblemente peor en varios niveles dentro y fuera del gobierno.
La incapacidad del ejército paquistaní para evitar una incursión estadounidense en su espacio aéreo fue descrita como la mayor "humillación" del país desde 1971, cuando las fuerzas indias derrotaron a Pakistán en una guerra que llevó a la creación del actual estado de Bangladés, según el informe. A pesar de las garantías estadounidenses de que las fuerzas estadounidenses entrarían en Pakistán si pensaban que podían capturar a Osama bin Laden, las defensas aéreas paquistaníes se establecieron en un "modo de tiempo de paz" cuando los helicópteros estadounidenses cruzaron el espacio aéreo paquistaní, según el informe. El informe no nombró a las personas responsables de los fracasos en la búsqueda de bin Laden, así como de la intrusión estadounidense en Pakistán y dijo que puede ser políticamente poco realista sugerir castigos para ellos, pero «como hombres honorables, deberían hacer lo honorable, incluida la presentación de una disculpa formal a la nación por su incumplimiento del deber».